# Gunter van den Berg
Gunter Gerben van den Berg (Amsterdam, 6 gennaio 1943 – 9 maggio 2015) è stato un cestista olandese.

## Carriera
Con i Paesi Bassi ha disputato i Campionati europei del 1961.